# Elistá
Elistá (en ruso: Элиста́; en calmuco: Элст) es la capital de la República de Kalmukia en Rusia.

## Historia

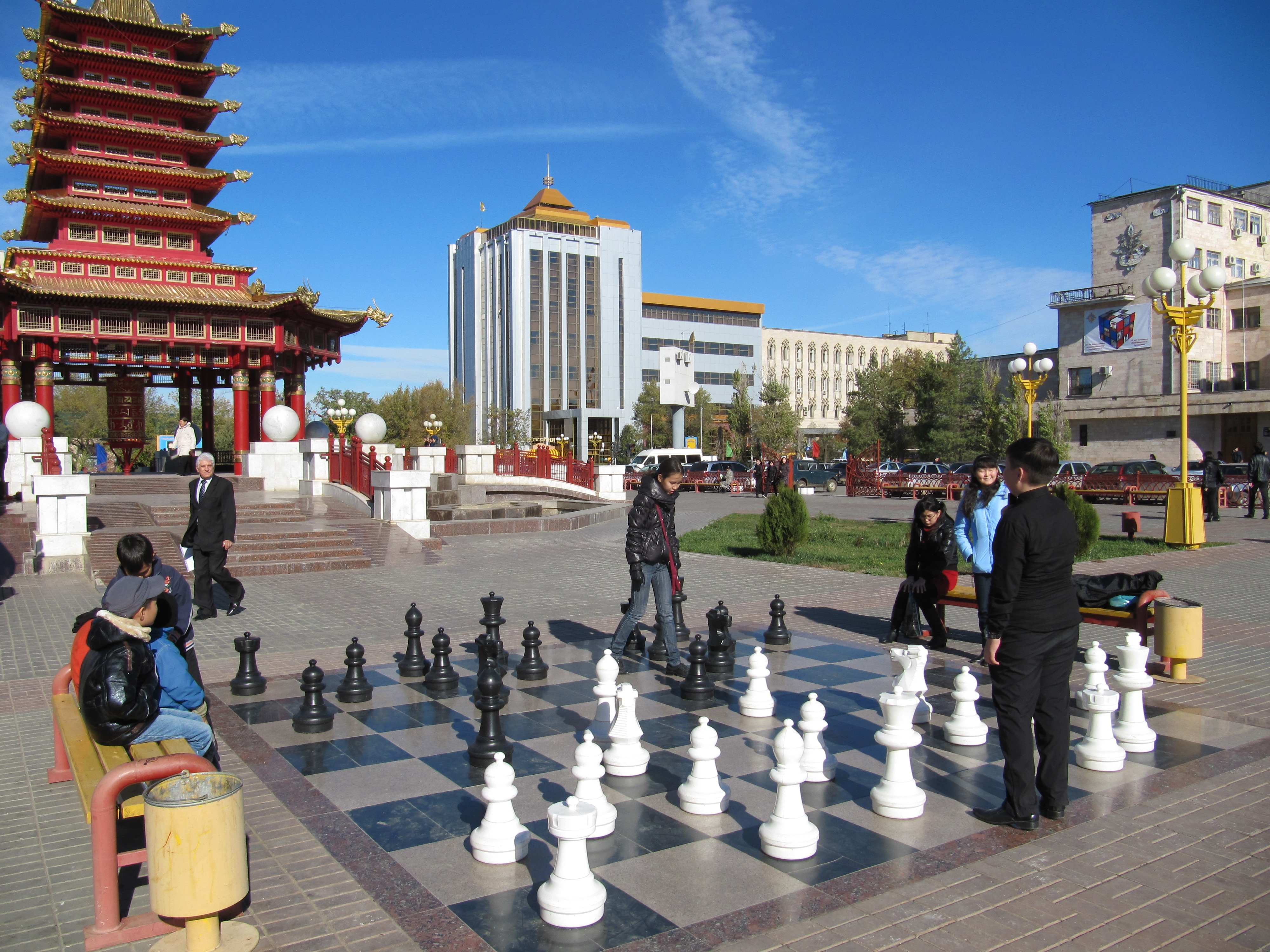
Jugando al ajedrez en Elistá

1865 se considera el año de fundación de la ciudad.
En febrero de 1918 se establece el gobierno soviético. En 1930 Elistá obtiene el estatus de ciudad. En agosto de 1942, durante la Gran Guerra Patria, Elistá fue ocupada por las tropas alemanas. El Ejército Rojo libera la ciudad el 31 de diciembre de 1942. El 28 de diciembre de 1943 la población kalmuka fue deportada a Siberia, Kazajistán y Asia Central, por acusaciones de Stalin de colaborar con los alemanes. En 1957 los kalmukos pudieron volver.
Entre 1944 y 1957 la ciudad de Elistá se denominaba Stepnói.
En los últimos años Elistá se convirtió en una ciudad moderna, con un nivel elevado de la vida cultural.

## Clima
| Parámetros climáticos promedio de Elistá (normales 1981-2010) | Parámetros climáticos promedio de Elistá (normales 1981-2010) | Parámetros climáticos promedio de Elistá (normales 1981-2010) | Parámetros climáticos promedio de Elistá (normales 1981-2010) | Parámetros climáticos promedio de Elistá (normales 1981-2010) | Parámetros climáticos promedio de Elistá (normales 1981-2010) | Parámetros climáticos promedio de Elistá (normales 1981-2010) | Parámetros climáticos promedio de Elistá (normales 1981-2010) | Parámetros climáticos promedio de Elistá (normales 1981-2010) | Parámetros climáticos promedio de Elistá (normales 1981-2010) | Parámetros climáticos promedio de Elistá (normales 1981-2010) | Parámetros climáticos promedio de Elistá (normales 1981-2010) | Parámetros climáticos promedio de Elistá (normales 1981-2010) | Parámetros climáticos promedio de Elistá (normales 1981-2010) |
| Mes                                                           | Ene.                                                          | Feb.                                                          | Mar.                                                          | Abr.                                                          | May.                                                          | Jun.                                                          | Jul.                                                          | Ago.                                                          | Sep.                                                          | Oct.                                                          | Nov.                                                          | Dic.                                                          | Anual                                                         |
| ------------------------------------------------------------- | ------------------------------------------------------------- | ------------------------------------------------------------- | ------------------------------------------------------------- | ------------------------------------------------------------- | ------------------------------------------------------------- | ------------------------------------------------------------- | ------------------------------------------------------------- | ------------------------------------------------------------- | ------------------------------------------------------------- | ------------------------------------------------------------- | ------------------------------------------------------------- | ------------------------------------------------------------- | ------------------------------------------------------------- |
| Temp. máx. abs. (°C)                                          | 14.5                                                          | 17.6                                                          | 22.6                                                          | 32.1                                                          | 37.2                                                          | 39.8                                                          | 43.3                                                          | 42.9                                                          | 38.7                                                          | 32.7                                                          | 23.5                                                          | 18.1                                                          | 43.3                                                          |
| Temp. máx. media (°C)                                         | -1.1                                                          | 0.2                                                           | 7.3                                                           | 16.1                                                          | 23.2                                                          | 29.1                                                          | 32.2                                                          | 31.4                                                          | 24.1                                                          | 15.5                                                          | 5.8                                                           | 0.6                                                           | 15.4                                                          |
| Temp. media (°C)                                              | -3.9                                                          | -3.3                                                          | 2.4                                                           | 10.2                                                          | 17.0                                                          | 22.5                                                          | 25.4                                                          | 24.5                                                          | 17.6                                                          | 10.3                                                          | 2.3                                                           | -2.3                                                          | 10.2                                                          |
| Temp. mín. media (°C)                                         | -6.3                                                          | -6.1                                                          | -1.2                                                          | 5.3                                                           | 11.5                                                          | 16.5                                                          | 19.1                                                          | 18.1                                                          | 12.1                                                          | 6.2                                                           | 0.4                                                           | -4.6                                                          | 5.9                                                           |
| Temp. mín. abs. (°C)                                          | -34.0                                                         | -32.0                                                         | -27.2                                                         | -11.2                                                         | -1.3                                                          | 3.3                                                           | 7.8                                                           | 4.6                                                           | -3.2                                                          | -14.7                                                         | -27.2                                                         | -30.2                                                         | -34.0                                                         |
| Precipitación total (mm)                                      | 25.0                                                          | 21.7                                                          | 32.1                                                          | 30.8                                                          | 47.5                                                          | 40.6                                                          | 36.5                                                          | 24.0                                                          | 34.1                                                          | 34.5                                                          | 29.8                                                          | 30.8                                                          | 387.4                                                         |
| Fuente: Pogoda.ru                                             |                                                               |                                                               |                                                               |                                                               |                                                               |                                                               |                                                               |                                                               |                                                               |                                                               |                                                               |                                                               |                                                               |